# Reserva de Caça de Selous
A Reserva de Caça Selous, abrangendo as regiões da Costa, Morogoro, Lindi, Mtwara e Ruvuma, no sudoeste da Tanzânia (7°17'-10°15' S, 36°04'-38°46' E) é a segunda maior em África, com 4480 milhares de ha, e nela abundam elefantes, rinocerontes, negros, chitas, girafas, hipopótamos e crocodilos, que vivem neste imenso santuário relativamente livre do impacto humano. O parque exibe ainda uma variedade de associações vegetais, desde a floresta densa até à savana essencialmente herbácea. Parte desta área tinha sido delimitada em 1905 pela administração colonial alemã e quatro reservas foram estabelecidas até 1912 (um total de 250 mil ha), que foram combinadas em 1922, e tiveram o nome do Capitão Frederic Courtney Selous. Finalmente, a Reserva foi inscrita na lista dos locais que são Património da Humanidade pela UNESCO, em 1982.
A Reserva faz parte dum ecossistema com 7,4 milhões de ha, que incluem o Parque Nacional Mikumi e a Área de Conservação de Caça de Kilombero. Grande parte da reserva é banhada pelo rio Rufiji e seus tributários, o Luwegu, o Kilombero, o Great Ruaha, o Luhombero e o Mbarangardu. O Rufiji é formado pelo Luwegu e Kilombero que se juntam nas Cataratas Shughuli.
As duas principais associações vegetais da reserva são a savana dominada por Terminalia spinosa, no sector oriental (17 %) e a floresta de miombo (de folha caduca) dominada por Brachystegia spp., Julbernardia globiflora, Pterocarpus angolensis e Combretum spp., um tipo de vegetação que se pensa ser mantida pelo fogo, no ocidente (cerca de 75 %). Há ainda algumas áreas de bosque denso e de floresta tropical, principalmente ao longo dos rios. Foram registadas na reserva mais de duas mil espécies, mas pensa-se que deve haver muitas mais, nas remotas florestas do sul.
Devido à grande extensão da reserva e ao facto de ser pouco habitada e de difícil acesso, as populações de animais de grande porte são consideráveis, apesar de flutuantes. Os elefantes, Loxodonta africana, viram a sua população reduzida dum número estimado em 110 mil em 1976, para 55 mil em 1986, 24 mil em 1989, mas recuperaram para mais de 30 mil em 1994, de acordo com um reconhecimento aéreo, o que ainda significa a maior população do mundo. A pala-pala ou palanca-negra, Hippotragus niger, de que havia cerca de seis mil em 1976, mas apenas 2350 em 1981. O rinoceronte-negro, Diceros bicornis reduziu de cerca de 3000 em 1981 para cerca de 100 em 1986). A reserva tem um Plano de Maneio, aprovado em 1995.